# Elaeocarpus fleuryi
Elaeocarpus fleuryi är en tvåhjärtbladig växtart som beskrevs av Auguste Jean Baptiste Chevalier och François Gagnepain. Elaeocarpus fleuryi ingår i släktet Elaeocarpus och familjen Elaeocarpaceae. Inga underarter finns listade i Catalogue of Life.